# شهرک ۸ شهریور
شهرک ۸ شهریور یا موتور ۸ شهریور روستایی در دهستان ریگ ملک بخش ریگ ملک شهرستان میرجاوه استان سیستان و بلوچستان ایران است.

## جمعیت
بر پایه سرشماری عمومی نفوس و مسکن در سال ۱۳۹۵ جمعیت این روستا ۵۶۸ نفر (۱۳۴خانوار) بوده‌است.